# Made in YU (филм)
Made in YU је шведски филм из 2005. године. Режију и сценарио потписује Мико Лазић.

## Радња
Филм приказује живот три брата који су отишли да живе у Шведску из малог села у Босни. Први је отишао у Шведску јер је из Југославије побегао од полиције а потом одлазе и друга два брата.
Петар се цео живот коцкао и играо лутрију, у нади да ће зарадити довољно велики новац и вратити се у домовину. Када коначно добије на лутрији купује кућу на мору, без које је остао због рата, због тога одлучује да одузме себи живот, а то изазива окупљање његових најближих.

## Улоге
| Глумац                   | Улога   |
| ------------------------ | ------- |
| Слободан Бода Нинковић   | Петар   |
| Драган Јовановић         | Брацо   |
| Милорад Мандић Манда     | Саво    |
| Наташа Нинковић          | Мара    |
| Марко Јеремић            | Михаило |
| Велимир Бата Живојиновић | Ђед     |